# La Courte Vie de José Antonio Gutierrez
Pour plus de détails, voir Fiche technique et Distribution.
La Courte Vie de José Antonio Gutierrez (Das kurze Leben des José Antonio Gutierrez) est un film documentaire germano-suisse de Heidi Specogna sur l'un des premiers soldats des États-Unis mort en 2003 lors de la guerre d'Irak.

## Synopsis
C'est à titre posthume que Gutierrez, originaire du Guatemala, a obtenu la nationalité américaine. Il avait combattu en tant que « green card soldier », ce qui a été le cas de 32 000 soldats parmi les quelque 300 000 de la Coalition de volontaires. Gutierrez est mort d'un tir ami.
La Courte Vie de José Antonio Gutierrez raconte l'enfance de Gutierrez par le biais d'entretiens avec ceux qui l'ont connu. Gutierrez a grandi dans la rue, comme de nombreux autres enfants qui avaient perdu leurs parents lors du conflit armé guatémaltèque. Le film rappelle le rôle de la CIA dans ce conflit. Gutierrez a finalement trouvé refuge dans un orphelinat et a retrouvé sa sœur après une longue quête.
Adulte, il a décidé d'émigrer aux USA, où il voulait devenir architecte car il savait qu'il ne pouvait pas réaliser ce rêve dans son pays alors même qu'il était un dessinateur talentueux. Le film suit sa route du Guatemala au Mexique où, dans une auberge de jeunesse du Chiapas, les migrants se ressourcent avant de poursuivre leur voyage. Il accompagne des jeunes femmes qui, comme Gutierrez montent sur des trains de marchandises vers les États-Unis, malgré les risques (accident, vol, viol ou même assassinat).
C'est à la troisième tentative qu'il a réussi à franchir la frontière américano-mexicaine. Là, il a réussi à intégrer une école secondaire, car il avait l'air plus jeune qu'il n'était en réalité. Considéré comme mineur, il ne pouvait pas être expulsé et a reçu ensuite une carte de résident permanent aux États-Unis.
Après l'école secondaire, il s'est engagé dans les Marines. Il surprenait certaines de ses connaissances car il refusait de parler anglais et affirmait sa fierté d'être guatémaltèque. Il semble qu'il ait décidé de risquer sa vie pour un pays qu'il ne considérait pas comme le sien pensant ainsi réaliser un souhait professionnel.
À sa mort, sa sœur a été personnellement informée par l'ambassadeur des États-Unis à Antigua. Les États-Unis lui ont accordé des funérailles d'État et sa sœur a bénéficié d'un visa qu'elle a accepté.

## Fiche technique
- Titre original : Das kurze Leben des José Antonio Gutierrez
- Réalisatrice : Heidi Specogna

## Commentaires
Le film peut, comme d'autres films plus récents (par exemple Le Cauchemar de Darwin), être considéré comme une allégorie de la mondialisation[réf. souhaitée].

## Récompenses et nominations
- 2006 : Festival du film de Sundance : nomination dans la catégorie Documentaire.
- 2007 : Prix du cinéma suisse dans la catégorie Meilleur documentaire.
- 2007 : Ursula Höf, productrice du film, a été nommée au festival Filmplus pour le Schnitt-Preis[1]
- 2008 : le film a reçu le Prix Adolf-Grimme dans la catégorie « Information et culture »